# Goephanes olivaceus
Goephanes olivaceus là một loài bọ cánh cứng trong họ Cerambycidae.